# Fuggerhuis (Sterzing)
Het Fuggerhuis (Duits:Fuggerhaus) is een voormalig stadspaleis of koopmanshuis/herenhuis van het bankiers- en koopmansgeslacht Fugger in het vroegere Oostenrijkse-Tirolse in Sterzing. Tegenwoordig ligt het in Zuid-Tirol in Italië. Jacob Fugger kocht dit huis in Sterzing in 1524 en diende ook als factorij. In de nabije omgeving hadden de Fuggers een zilvermijn. Deze mijn is het langst in de familie gebleven van alle zilvermijnen van de familie, namelijk tot 1663. 